# Lombardei-Rundfahrt 2007
Die Lombardei-Rundfahrt 2007 war die 101. Austragung der Lombardei-Rundfahrt  und fand am 20. Oktober 2007 statt. Die Gesamtdistanz des Rennens betrug 242 Kilometer. Es siegte Damiano Cunego vor Riccardo Riccò und Samuel Sánchez.

## Teilnehmende Mannschaften
| Quick Step-Innergetic Acqua & Sapone-Caffè Mokambo AG2R Prévoyance | Team Barloworld Bouygues Télécom Caisse d’Epargne | Ceramica Panaria-Navigare Cofidis-Le Crédit par Téléphone Crédit Agricole | Discovery Channel Euskaltel-Euskadi Française des Jeux | Team Gerolsteiner Lampre-Fondital Liquigas | Predictor-Lotto Rabobank Saunier Duval-Prodir | Selle Italia-Serram. Diquigiovanni Team CSC Team LPR | Team Milram Tenax-Menikini Team Tinkoff Credit Systems |

## Ergebnis
| Rang | Fahrer            | Land               | Team                      | Zeit       |
| ---- | ----------------- | ------------------ | ------------------------- | ---------- |
| 1    | Damiano Cunego    | Italien            | Lampre-Fondital           | 5h 52' 48" |
| 2    | Riccardo Riccò    | Italien            | Saunier Duval-Prodir      | gl. Zeit   |
| 3    | Samuel Sánchez    | Spanien            | Euskaltel-Euskadi         | + 10"      |
| 4    | Andy Schleck      | Luxemburg          | Team CSC                  | gl. Zeit   |
| 5    | Davide Rebellin   | Italien            | Team Gerolsteiner         | gl. Zeit   |
| 6    | Cadel Evans       | Australien         | Predictor-Lotto           | gl. Zeit   |
| 7    | Luca Mazzanti     | Italien            | Ceramica Panaria-Navigare | gl. Zeit   |
| 8    | Thomas Dekker     | Niederlande        | Rabobank                  | gl. Zeit   |
| 9    | Giovanni Visconti | Italien            | Quick Step-Innergetic     | + 16"      |
| 10   | Chris Horner      | Vereinigte Staaten | Predictor-Lotto           | gl. Zeit   |